# Xatcobeo
Xatcobeo, originalmente conocido como Dieste, fue el primer satélite artificial gallego desarrollado por la Agrupación Estratégica Aeroespacial de la Universidad de Vigo (actualmente Alén Space) en colaboración con el Instituto Nacional de Técnica Aeroespacial y el apoyo de la empresa pública gallega Retegal. El proyecto se presentó a la Agencia Espacial Europea para su incorporación en el vuelo inaugural del cohete Vega desde el puerto espacial de Kourou, en la Guayana Francesa, el 13 de febrero de 2012. Se previó una vida útil sea de entre 6 y 12 meses y un coste de aproximadamente 1.200.000 €, siendo financiado en un 50% por el Ministerio de Ciencia e Innovación, en un 25% por Retegal y en otro 25% por la Universidad de Vigo y el INTA.
El satélite se desintegró al entrar en la atmósfera el 31 de agosto de 2014 sobre Australia, al entrar en contacto con la atmósfera tras más de 2 años de actividad.
Su estructura era un Cubesat de 1U, llevando a bordo tres cargas de pago diferentes: una radio reconfigurable vía software, un sistema de medición de niveles de radiación ionizante y un sistema de despliegue de paneles solares. Tenía como finalidad realizar investigación en comunicaciones y en energía fotovoltaica para satélites.